# ペ子ちゃん
『ペ子ちゃん』は、横山隆一による日本の漫画作品。1948年11月22日から1949年11月30日まで『毎日新聞』朝刊に連載された。

## 概要
勝ち気でおてんばな美人OLペ子を主人公にした作品。

## 登場人物
大中ペ子
この漫画の主人公。出版会社に勤務する20代の独身女性。天女のような独特の髪型をしている。明るく朗らかで勝ち気でおてんばでもあるが、両親を「お父さま」「お母さま」と呼ぶなど上品な面もある。
アソ坊
ペ子の弟。小学生。漫画が好きだが、姉に止められる。
父親
こどもに理解があり、気の優しい会社員。
母親
しっかり者の専業主婦。主に和装で割烹着を着ている。
ペ子の同僚
いつも行動を共にする。
茶刈デンスケ
ペ子の会社の給仕。『デンスケ』参照。

## 備考
- 主人公のペ子は当初こそ太い眉毛に下膨れの顔とやや三枚目に描かれていたが、連載を重ねるにつれ顔が洗練され美形になり、また当時の新聞漫画では珍しく顔は小さく脚が長いなどスタイルが良く、6頭身で描かれていた。しかしながら、特にモテるといった設定でもなく、長谷川町子の『サザエさん』と同様に明るく朗らかな若い女性が社会で活躍する様を主題としていた。
- その後、給仕のデンスケに人気が集まり、デンスケの登場回数が増え、やがてデンスケしか登場しない回も多くなった。『フクちゃん』同様に脇役が主役を食った形になり、ついに主役交代の形で打ち切られた。最終回はペ子が自分の見合い話を立ち聞きし、父親に泣いて断るといった強引な展開で三コマで終わり、四コマ目にデンスケのイラストが描かれ「これからはデンスケに筆を代えて、アプレゲールのデンスケを描きたいと思います。」といった作者の抱負が書かれていた。ゆえに『デンスケ』の第一回目は特に自己紹介もなく、続けて見ている人に対しては単に題名が変わっただけのような内容になっていた。
- 『フクちゃん』では、ラスト近くに登場、「横山整形外科」という病院（院長は作者がモデル）の女性看護師を務めている[1]。